# Tini boszorkányok
A Tini boszorkányok vagy Tini boszorkány (eredeti cím: Teen Witch) 1989-ben bemutatott egész estés amerikai fantasy-tinivígjáték, amelyet Dorian Walker rendezett. A forgatókönyvet Robin Menken írta, a film zenéjét Larry Weir szerezte. A főszerepben Robyn Lively és Zelda Rubinstein látható.
Az Amerikai Egyesült Államokban 1989. április 23-án, Magyarországon pedig 1991. július 5-én mutatták be a mozikban.

## Rövid történet
Egy középiskolás lány rájön, hogy egy boszorkány reinkarnációja és 16. születésnapján annak varázserejére is szert tesz. Újdonsült hatalmával megpróbál népszerűbbé válni az iskolában, illetve bosszút állni az őt bántalmazó tanárokon és diákokon.

## Szereplők
| Színész           | Szerep                 | Magyar hang        | Magyar hang         |
| Színész           | Szerep                 | 1. szinkron        | 2. szinkron         |
| ----------------- | ---------------------- | ------------------ | ------------------- |
| Robyn Lively      | Louise Miller          | Györgyi Anna       |                     |
| Zelda Rubinstein  | Madame Serena Alcott   | Tábori Nóra        |                     |
| Dan Gauthier      | Bradley "Brad" Powell  | Kautzky Armand     | Szokol Péter        |
| Joshua Miller     | Richie Miller          | Minárovits Péter   |                     |
| Caren Kaye        | Margaret Miller        | Menszátor Magdolna |                     |
| Dick Sargent      | Frank Miller           | Szersén Gyula      | Medgyesfalvy Sándor |
| Lisa Fuller       | Randa                  | Kökényessy Ági     |                     |
| Megan A. Gallivan | Kiki                   | Kiss Erika         |                     |
| Amanda Ingber     | Polly Goldenberg-Cohen | Somlai Edina       |                     |
| Noah Blake        | Rhet Capiletti         | Bor Zoltán         |                     |
| Tina Caspary      | Shawn                  | Kocsis Mariann     |                     |
| Shelley Berman    | Mr. Weaver             | Sinkó László       | Uri István          |
| Marcia Wallace    | Ms. Edith Malloy       | Kállay Ilona       | Sáfár Anikó         |
| Cindy Valentine   | Shana a rocksztár      |                    |                     |